# Jacob Gabriel Wolff
Jacob Gabriel Wolff (auch: Jakob Gabriel Wolf; * um 1683/84 in Greifswald; † 6. August 1754 in Halle (Saale)) war ein deutscher Rechtswissenschaftler und Kirchenlieddichter.

## Leben

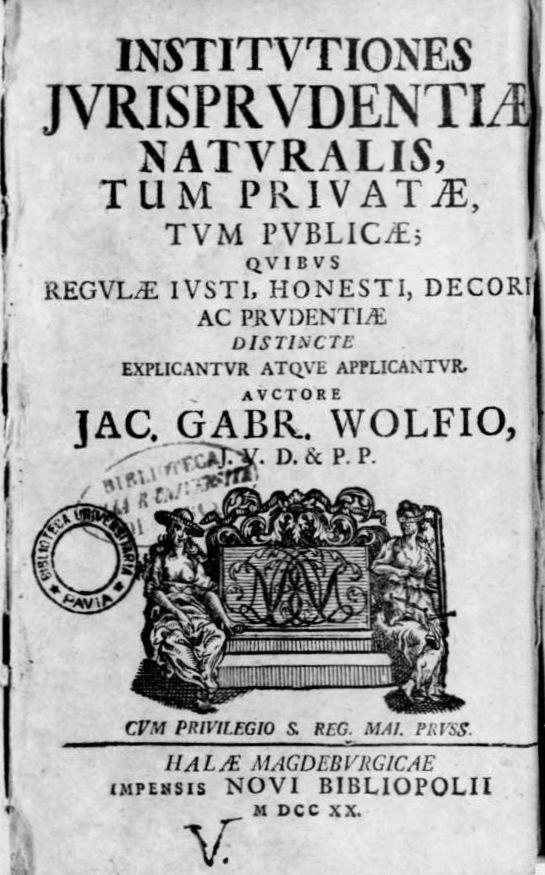
Institutiones iurisprudentiae naturalis, 1720

Jacob Gabriel Wolff war Sohn des Pädagogen Jakob Wolf (1654–1723) und dessen Frau Sophia, der Tochter des Wittstocker Bürgermeisters Lindemann. Er studierte von Michaelis 1702 bis Ostern 1705 an der Universität Greifswald, wo er besonders die Vorlesungen von Peter von Mascov (1634–1719) besuchte. Dann wechselte er an die Universität Halle, wo er die Vorlesungen von Samuel Stryck, Christian Thomasius und Justus Henning Böhmer verfolgte. Er promovierte 1710 in Halle mit der Dissertation De officio principis circa scandala unter Johann Samuel Stryk zum Doktor der Rechtswissenschaften und wurde am 10. Februar 1716 außerordentlicher Professor an der juristischen Fakultät.
Am 26. April 1724 nahm man ihn als ordentlichen Professor in der juristischen Fakultät auf. Wolff erhielt damit verbunden den Titel eines königlich preußischen Hofrats und war ab 1732 Beisitzer der Juristenfakultät in Halle. Er verstarb in seinem 71. Lebensjahr in Halle und wurde am 8. August 1754 auf dem halleschen Stadtgottesacker beigesetzt. Sein Grab befindet sich im Gruftbogen 5. Wolff ist auch als geistlicher Liederdichter von 28 Kirchenliedern in Erscheinung getreten, von denen sieben Lieder Eingang in die evangelischen Kirchengesangbücher fanden. So sind „Es ist gewiss ein köstlich Ding, sich in Geduld stets fassen“, „O wie selig ist die Seel“ und „Jetzt ist die angenehmere Zeit, jetzt steht der Himmel offen“ aus seiner Feder geflossen. Zudem beteiligte er sich auch an den organisatorischen Aufgaben der Hallenser Hochschule und war im Vordersemester 1736 sowie im Jahr 1751/52 Prorektor der Hallenser Alma Mater.
Am 16. Mai 1713 hatte sich Wolff mit Sophie Benigne (* 16. Dezember 1685), der Tochter des Erbherrn von Auerstedt und fürstlichen sächsischen Geheimrats Johann Jacob Schmidt verheiratet. Aus dieser Ehe gingen zwei Töchter und drei Söhne hervor. Bis auf den späteren Juristen Jakob Friedrich (* 27. August 1714 in Halle) sind alle Kinder früh verstorben.

## Werke (Auswahl)
- Diss. Inaug. De officio principis circa scandala, Praesid. Jo. Sam. Stryk. Halle 1710
- Institutiones Jurisprudentiae Ecclisticae. Halle und Leipzig 1713
- Diss. de Feudis imperii, eorumque orgine atque indole sub primis Francorum Regibus. Halle 1724
- Institutiones Jurisprudentiae neturalis tum privatae, tum publicae, quibus regulae justi, honesti, decori ac prudentiae distincte explicantur atque applicantur. Neue Buchhandlung, Halle 1720 (Latein, beic.it).
- Kurtzer Entwurf der vornehmsten Grundsätze der Jurisprudentiae Eccles. et Jurisprudentiae naturalis. Nebst einer Rettung der letzteren wieder Walchs philosoph. Lexicon. Halle 1730
- Rechtliches Gutachten von der Ehe mit der verstorbenen Frauen Schwester. Halle 1736
- Elementa Juris feudorum tum provincialium, tum imperialium reipublicae Romano Germanicae. Halle 1741
- Ex Jure Germanico nec non Longobarico, legibusque imperii ae moribus eruta ac demonstrata, atque in usum potisfimum Academicum, justo ubique ordine concinnata. Leipzig 1741
- Kurtzer Entwurf der Grundlehren und Ordnung seiner Institutionum Jurisprudentiae naturalis rum privatae tum publiicae. Halle 1745
- Bevis historiae juris publicici delineatio, in usum praelectionum ad jus publicum instituendarum adornata. Halle 1749
- Wohlgemeinte Anrede an die sämtlichen Studiosi juris zu Halle, welche dessen künftige Bemühungen von einem Jahr zum anderen, theils mit öffentlichen und Privat-Vortrage, theils mit Bücherschreiben bescheidentlich anzeiget. Halle 1749